# NGC 770
NGC 770 je eliptická galaxie v souhvězdí Berana. Její zdánlivá jasnost je 13,0m a úhlová velikost 1,1′ × 0,8′. Je vzdálená 118 milionů světelných let, průměr má 40 000 světelných let. Galaxii objevil 3. listopadu 1855 R. J. Mitchell.
Galaxie je satelitní galaxií galaxie NGC 772, od níž je vzdálená 100 000 světelných let. Neobvyklé je, že jádro této galaxie se otáčí v opačném směru než vnější oblasti. 
V katalogu pekuliárních galaxii je dvojice NGC 772 a NGC 770 zařazena ve skupině spirálních galaxií s malými společníky s vysokým povrchovým jasem.